# Мишин, Василий Павлович
Васи́лий Па́влович Ми́шин (18 января 1917, Бывалино, Московская губерния — 10 октября 2001, Москва) — конструктор ракетно-космической техники. Академик АН СССР, Герой Социалистического Труда. Лауреат Ленинской премии.
Один из основоположников советской практической космонавтики. Соратник Сергея Королёва, продолживший его работы в области космонавтики.

## Биография

### Детство и юность
«Я родился 18 января 1917 г. на бывших абрамовских торфоразработках близ деревни Бывалино (современный Павлово-Посадский р-н ред.). Мой дед, отцов отец Арсений Кузьмич Мишин, был здесь торфмейстером, а после революции переехал в посёлок Старбеево — это близ станции Химки Октябрьской дороги. Детство своё я помню плохо. Отец вскоре разошёлся с матерью и остался на торфянниках. Мать уехала в Москву и вскоре вышла замуж за старого партийца по фамилии Терентьев. С пятилетнего возраста воспитывал меня дед Арсений в Старбеево.
В 1923 году началось моё образование. Прошёл я четыре класса в соседней деревне Лихачёво, а потом поступил в Химкинскую школу рабочей молодёжи, которая располагалась тогда на станции Долгопрудненская. Проучился год — и перебрался в Москву. Там, на Солянке, жил друг моего деда по фамилии Писарев. Так что приткнуться мне было где — вот я и перевёлся в 36-ю школу Бауманского района…»
Молодость
После школы-семилетки он поступил в 1932 в фабрично-заводское училище при Центральном аэрогидродинамическом институте (ЦАГИ), получил рабочую квалификацию слесаря и был направлен на работу в цех особых заданий ЦАГИ. Параллельно учился на вечерних подготовительных курсах при ВТУЗе и в 1935 поступил в Московский авиационный институт (МАИ). "Первым важным поворотом своей биографии я обязан, пожалуй, отцу. В 1937 году он объявился у нас в Старбеево и вскоре устроился работать на недавно открывшийся «восемьдесят четвёртый завод». На заводе делали самолёты — по американской лицензии выпускали «Дуглас» ДС-3 (он же — знаменитый Ли2). И вот, когда настало мне время проходить заводскую практику, отец посоветовал устроиться на «восемьдесят четвёртый».
Во время учёбы в институте занимался в аэроклубе МАИ, в планёрной и лётной секциях, и стал инструктором-планеристом.

### Работа в КБ
После окончания МАИ в 1941 был направлен в авиационное КБ В. Ф. Болховитинова, где в военные годы принимал участие в создании систем вооружения самолётов, в том числе и первого ракетного истребителя БИ-1. За удачные технические решения Мишин удостоен в 1945 году первой награды — ордена Красной Звезды. При этом, сам БИ-1 испытания не прошел, и на вооружение принят не был, а после катастрофы с летчиком-испытателем Бахчиванджи, работы по нему были свернуты.
В 1945 Мишина командируют в Германию, где в составе спецгруппы он занимался изучением немецкой баллистической управляемой ракеты ФАУ-2 (А-4). Там встретился с С. П. Королёвым, и они стали ближайшими соратниками в создании первых советских баллистических ракет, ракет-носителей и космических аппаратов. В 1946 С. П. Королёва назначили главным конструктором баллистических ракет дальнего действия. Первым заместителем главного в ОКБ-1 (ныне РКК «Энергия» им. С. П. Королёва) стал В. П. Мишин, и в этом качестве он работал до января 1966 года, когда ушёл из жизни С. П. Королёв. Как его преемник на посту главного конструктора и начальника ЦКБЭМ (ОКБ-1), В. П. Мишин руководил этим предприятием с 1966 по 1974.
Деятельность Мишина в 1945—1974 насыщена значительными успехами в научной деятельности. Его вклад в создание ракетно-космической техники во многом способствовал успешному запуску первой межконтинентальной ракеты Р-7 в августе 1957, выведению на орбиту первого искусственного спутника Земли 4 октября 1957, первому полёту человека в космос 12 апреля 1961.

### Разработки
Мишин возглавлял большой комплекс исследований и проектных разработок по созданию баллистических ракет, начиная с первой ракеты — Р-1, которая имела дальность полёта 270 км. Её первый запуск состоялся в 1948 году. В апреле 1949 приступили к созданию серии геофизических ракет: Р-1 А, −1Б, −1В, −1Е , поднимавших научную аппаратуру на высоту до 110 км; Р-2А с дальностью полёта 590 км, в октябре 1950 года было проведено зондирование атмосферы до высоты 210 км: −5Б, −5В, −5Р (с марта 1953 года выполнялись исследования космического пространства). В 1953 году была разработана оперативно-тактическая ракета Р-11 подвижного наземного базирования с дальностью полёта 270 км (принята на вооружение в 1955 году). Она работала на высококипящих компонентах топлива, что позволяло хранить и транспортировать ракету в заправленном состоянии. Первая советская стратегическая ракета Р-5 с дальностью полёта до 1200 км и отделяющейся головной частью была создана в 1953 году, а в 1955 появилась ракета Р-11 ФМ с базированием на подводной лодке, несущая ядерный заряд. Эта ракета положила начало морской ветви развития советской ракетной техники. Ракета Р-5М с ядерным зарядом испытана 2 февраля 1956 года. За участие в создании ракеты Р-5, в 1956 году В. П. Мишин, наряду с другими руководящими работниками ракетной отрасли, был удостоен звания Героя Социалистического Труда.
В 1957 году была разработана межконтинентальная баллистическая ракета Р-7, построенная по двухступенчатой схеме (стартовая масса — 280 т). Появление этого оружия имело большое значение для обороны СССР. С помощью ракеты Р-7 был запущен первый искусственный спутник Земли. Она послужила базовой конструкцией для создания трёхступенчатой ракеты-носителя «Восток», которая сделала возможными запуск тяжёлых спутников, первые полёты автоматических аппаратов к Луне и пилотируемые космические полёты.
Следующей модификацией Р-7 стала четырёхступенчатая ракета-носитель «Молния». Она позволила осуществить межпланетные полёты автоматов к Марсу и Венере, увеличить массу аппаратов для полётов к Луне (в том числе с мягкой посадкой на лунную поверхность) и вывести на орбиту спутники серии «Молния» (радио- и телевизионная связь с районами Дальнего Востока и Сибири).
На основе носителя «Восток» была разработана ракета-носитель «Восход». С её помощью были совершены пилотируемые космические полёты с двумя и тремя космонавтами и выход космонавта в открытый космос.
Усовершенствованный ракетно-космический комплекс «Союз» использовался в программах «Салют», «Союз», «Союз» — «Аполлон», «Салют-6» — «Союз» — «Прогресс», «Мир» и МКС. Многие из этих проектов были задуманы ещё при жизни академика Королёва.
Вместе с ним работала плеяда учёных и инженеров, среди которых В. С. Авдуевский, А. П. Абрамов, В. П. Бармин, К. Д. Бушуев, Л. А. Воскресенский, Б. А. Дорофеев, А. М. Исаев, В. И. Кузнецов, А. Ю. Ишлинский, В. П. Макеев, А. И. Осташев, Г. И. Петров, Н. А. Пилюгин, Б. В. Раушенбах, М. Ф. Решетнёв, С. С. Крюков, Б. Е. Черток, Е. В. Шабаров, И. Е. Юрасов, и многие другие специалисты. В этом творческом союзе важную роль играл академик Мишин. Его технические решения отличались не только оригинальностью, но и рациональностью, многие из них и в настоящее время составляют основной фонд проектно-конструкторских разработок. Под руководством и при участии Василия Павловича были реализованы такие проекты, как орбитальная станция «Салют», КК «Союз», «Прогресс», «Зонд», унифицированный разгонный блок «Д» с нетоксичными компонентами топлива (использовался для запуска АМС серий «Венера», «Вега», геостационарных спутников «Радуга», «Горизонт», «Экран»). Много сил и творческой энергии В. П. Мишин вложил в создание тяжёлого носителя «Н-1» (стартовая масса 2820 т) и лунного пилотируемого комплекса ЛЗ (масса 95 т), который планировалось запустить к Луне с помощью ракеты «Н-1». Работы над ней в ОКБ-1 начались ещё в 1959 году.
В мае 1974 года на основании письма в ЦК КПСС, подписанного руководящими работниками ОКБ-1, в том числе и Дмитрием Ильичем Козловым, Василий Павлович Мишин за существенные просчёты в руководстве ЦКБЭМ и допущенные провалы в космической программе был снят с поста главного конструктора. После этого экспериментальная отработка ракеты-носителя «Н-1» была прекращена, несмотря на готовность двух ракет к испытаниям. По мнению ведущих специалистов-разработчиков, шансы на успешные испытания этих ракет были весьма высокие. Решение о закрытии работ они считают ошибочным, поскольку оно отбросило советскую ракетно-космическую технику на много лет назад. В. П. Мишин, освобождённый от должности главного конструктора, очень тяжело переживал решение о прекращении работ по данному проекту.

В 1974 году нам было ещё не поздно взять реванш в лунной гонке. Четыре неудачных пуска H1 дали богатейший опыт для создания надёжной ракеты-носителя. На конец 1974 года готовился пуск H1 № 8 с новыми многоразовыми двигателями, прошедшими ОТИ. На ракете-носителе были реализованы сотни доработок по результатам предыдущих четырёх пусков, а также придуманных «на тот случай, если…»
Будущая лунная база, огромная МКБС, экспедиция на Марс, космические радиотелескопы с антеннами диаметром в сотни метров, многотонные спутники связи, висящие на геостационарной орбите, — всё это во вполне осязаемых проектах было связано с H1. Только теперь до нас начало доходить, что мы действительно теряем вместе с H1 межпланетные и другие не столь фантастические перспективы.
— Черток Б. Е. Ракеты и люди. Лунная гонка
Участие Мишина в других разработках:
- 1959 — запуски межпланетных станций «Луна-1-3»;
- 1961 — запуск АМС «Венера-1»;
- 1961 — первый пуск чрезвычайно важной для обороны страны МБР Р-9;
- 1962 — создание космического автоматического спутника-разведчика «Зенит»;
- 1965 — выведение на орбиту первого спутника связи «Молния-1»;
- 1966 — первый пуск МБР РТ-2;
- 1968 — облёт Луны и возвращение на Землю пилотируемого корабля «Зонд» в автоматическом режиме.

В 1958 году Мишина избрали членом-корреспондентом АН СССР, а в 1966 году — академиком.
Работа королёвского конструкторского бюро в 1946—1974 годах в области создания новейших ракетных средств вооружения и выполнения военных и гражданских ракетно-космических проектов была очень результативной. Это был период становления и интенсивного развития ракетной техники и космонавтики в СССР.

### Научная работа
С 1974 года Мишин работал в Московском авиационном институте заведующим кафедрой проектирования и конструкции летательных аппаратов. Василий Павлович был одним из создателей этой кафедры в 1959 году (с этого года профессор) и возглавлял её более 30 лет, до 1974 года — по совместительству. На кафедре сложился сильный научно-педагогический коллектив, она всегда отличалась тесными связями с промышленностью. В. П. Мишин привлёк к работе в МАИ крупных специалистов из РКК «Энергия»: С. О. Охапкина, А. П. Абрамова, В. Ф. Рощина, И. М. Рапопорта, Р. Ф. Аппазова, В. К. Безвербого. На кафедре были подготовлены тысячи молодых специалистов, защищены десятки докторских и более сотни кандидатских диссертаций. Среди воспитанников Василия Павловича — многие известные учёные и специалисты, ряд членов Российской академии наук.
На кафедре были созданы крупные научно-педагогические школы, уникальные научные и учебные лаборатории, изданы многочисленные учебники и монографии. Мишин — автор монографий, учебников и учебных пособий. Наиболее известные из них — «Баллистика управляемых ракет дальнего действия» (1966 г.) и «Основы проектирования летательных аппаратов» (1985) — настольные книги не одного поколения специалистов ракетно-космической техники.
В 1968 году в МАИ был создан факультет летательных аппаратов, впоследствии — аэрокосмический факультет. Его основой стала кафедра Мишина. Мишин был одним из организаторов и признанных руководителей советских научной и научно-педагогических школ проектирования баллистических ракет, ракет-носителей и космических аппаратов. Он всегда был генератором новых, нестандартных идей и решений. Он получил выдающиеся результаты по разработке современных концепций проектирования ракет-носителей многоразового использования и новые принципы построения самолётов с реактивными органами управления, осуществляющими вертикальные взлёт и посадку.
Мишин вёл общественно-научную работу, в частности возглавлял комиссию по научному наследию Ф. А. Цандера, готовил к изданию книгу о творческом пути С. П. Королёва, возглавлял учёный совет в Политехническом музее, постоянно участвовал в работе Академии наук, экспертного совета по авиационной и ракетно-космической технике ВАК РФ, программных научно-технических конференций, состоял в редколлегиях ряда журналов общества «Знание».

Могила Мишина В. П. на Троекуровском кладбище.

Мишин был лауреатом Ленинской и Государственной премий, награждён многими орденами и медалями. АН СССР присудила Мишину Золотую медаль академика С. П. Королёва (№ 1). Был избран действительным членом Международной академии астронавтики.
Скончался 10 октября 2001 года. Похоронен на Троекуровском кладбище, участок 4.

## Неоднозначность восприятия
Несмотря на значительные научные достижения, деятельность Василия Мишина воспринимается некоторыми ветеранами ракетно-космической отрасли негативно. 8 лет пребывания его на посту Генерального конструктора (1966—1974) были непростыми с технологической точки зрения и привели к организационному кризису структуры, созданной Королёвым.
Начав воплощать в жизнь проект Сергея Королёва по космическим кораблям «Союз», Мишин, под нажимом руководства, принимал решения о запуске космических аппаратов с недоработками. Это привело к двум трагедиям, в которых погибли 4 советских космонавта (чего не случалось при С. П. Королёве), и неудачам на орбите (в основном связанным со стыковкой). Аварийные запуски ракеты Н-1 также явно не прибавили Генеральному конструктору авторитета. Именно провал советской лунной программы послужил причиной смещения Мишина с этой должности и назначению на неё Валентина Глушко. Резкой критике подверг Мишина в своих личных дневниках Н. П. Каманин:

Причиной срыва этого полёта к Луне стала грубейшая ошибка Мишина и его помощников. Тюлин был в бешенстве и при разговоре с Мишиным по телефону (Мишин в Евпатории) нагрубил ему, обозвав м….ом. Вечером Тюлин ещё «кипел» и, рассказывая мне о неприятных разговорах с начальством (Устинов, Смирнов), дал Мишину убийственную, но верную характеристику: «Глупый индюк. Гонору у него в пять раз больше, чем было у Королёва, а уменья — в десять раз меньше». Мне с первых шагов Мишина как Главного конструктора было ясно, что он — не тот «конь», который сможет вывезти наш «космический воз». Непрерывная цепь промахов и ошибок, неорганизованность, легкомыслие и неуменье заставить людей планово работать — вот неполный перечень итогов работы Мишина.
— Каманин Н. П. Скрытый космос. Книга третья. 1967 г., 9 апреля
В защиту личности В. П. Мишина, как руководителя, можно сказать, что на должность руководителя он был выдвинут коллективом ЦКБМ, высшее руководство страны пошло навстречу желанию коллектива. А также, что командно-бюрократический стиль руководства космической отраслью во многом тормозил её развитие. Вот как об этом говорит в дневниках сам В. П. Мишин: "В СССР начали заниматься программой осуществления экспедиции на Луну с возвращением её на Землю с опозданием против США более чем на три года при существенно меньшем финансировании и концентрации усилий ОКБ и промышленных предприятий в масштабах всей страны. Серьёзно мешал работе командно-бюрократический стиль руководства с многочисленными длительными совещаниями на всех уровнях руководства с участием многочисленных работников партийно-советского аппарата, которые мало чем могли оказать помощь в решении обсуждаемых вопросов… Были случаи и довольно распространённые, когда товарищам, выступившим на подобных заседаниях с мнениями, хотя и логичными, но противоречащими таким «ценным указаниям» навешивались различные ярлыки и они попадали в немилость руководителям. В чём их только не обвиняли — и в самоуправстве, и в неподчинении коллективному мнению, и бог весть в чём ещё. Сейчас мы это называем зажимом критики снизу, а тогда это было правилом. Возникает вопрос — кому нужны были эти совещания, которые не ускоряли решение возникающих вопросов, а отнимали время у людей, реализующих эту программу? Бывали дни полностью заполненные подобными совещаниями на различных уровнях (от МОМа, АН СССР до ВПК и ЦК КПСС), посвящёнными одним и тем же вопросам, когда в рабочее время не удавалось попасть на работу. Решать возникающие вопросы в оперативном порядке ни в МОМе, ни в ВПК, как правило, не удавалось. Приходилось обращаться в ЦК КПСС, к ведавшему этими вопросами Д. Ф. Устинову. Но и он не торопился с решением этих вопросов, а возлагал ответственность за нерешённые вопросы на «головное министерство» и «головное ОКБ.
И ещё цитата: «Имелись серьёзные недостатки и в самой организации этих работ в вышестоящих органах. Планирование, финансирование, снабжение, общее и научно-техническое руководство и координация работ организаций-исполнителей были разорваны между собой. Общее руководство, планирование и координация работ по этой программе практически осуществлялось ЦК КПСС (в частности, Д. Ф. Устиновым) через Военно-промышленную комиссию при Совете Министров СССР (председателем комиссии был Л. В. Смирнов), которой были подотчётны только 9 оборонных отраслей промышленности, в то время как в работах по программе „HI-Л3“ участвовало около 500 предприятий из 28 ведомств. Финансирование осуществляли Госплан и Министерство финансов через соответствующие отраслевые министерства, а ответственность за конечные результаты (осуществление лунной экспедиции) несли так называемое „головное министерство“ — министерство общего машиностроения (MOM) и его „головное“ ОКБ — ОКБ-1 (ЦКБЭМ), не имевшие никаких прав для того, чтобы осуществлять роль „головных“ организаций. Короче говоря, организация работ по программе „Н1-Л3“ была типичной для „застойного периода“ нашего общества. По существу, централизованного научно-технического руководства программой осуществления лунной экспедиции в нашей стране не было. Такого компетентного органа, финансируемого непосредственно конгрессом, осуществлявшего научно-техническое руководство, координацию и контроль за работой по лунной программе, как НАСА в США по программе „Сатурн V-Аполлон“, у нас не существовало. В нашем руководстве, к сожалению, был дефицит квалифицированных специалистов. Процветал такой принцип руководства, как „давай, давай, а потом разберёмся“. Совещаний и обсуждений вопросов, связанных с осуществлением лунной экспедиции, на разных уровнях было много, но они, как правило, не давали должного эффекта. Директивные сроки выполнения работ по этим программам устанавливались волюнтаристски, без должных научно-технических обоснований и обеспечения финансирования, выделяемых производственных мощностей и ресурсов. Практика назначения для оценки проектов экспертных комиссий, не отвечающих за дальнейший успешный ход их разработки, себя не оправдала. Эти экспертные комиссии делали оценку проектов не по существу, а в соответствии с указаниями вышестоящих руководителей».
А вот мнение, о «Неоднозначности восприятия», академика О. М. Алифанова: «Потеря времени привела к отставанию и спешке, и лунную ракету Н-1 решили отрабатывать без стендовых испытаний первой ступени. Во многом по этой причине лётные испытания ракеты в 1969—1972 годах закончились аварийно. К этому времени американские астронавты уже успели побывать на Луне, и руководство нашей страны потеряло интерес к продолжению лунной программы, хотя были готовы к продолжению испытаний две следующие ракеты, создан огромный задел узлов, агрегатов ещё для пяти ракет и к этому времени был готов новый ЖРД1 и началась его поставка. Несмотря на это программу Н-1 закрыли, а весь задел и документацию впоследствии уничтожили. Те, кто приложил усилия к закрытию лунной программы, добились и снятия Василия Павловича с работы, которому было тогда 57 лет.
Для справки: Эти ЖРД — НК-33 были сохранены Н. Д. Кузнецовым и через 40 лет, наконец, дошли до полёта — на американской ракете „Антарес“ и отечественной „Союз-2.1в“. По своим техническим характеристикам они до сих пор не устарели, и нет никакого сомнения, что они также надёжно работали бы в составе Н-1.».
История отстранения Мишина от должности руководителя ЦКБЭМ была изложена в 2013 году Лоскутовым А. С. 

Недостатки в руководстве ЦКБЭМ привели к тому, что группа работников предприятия (К. Д. Бушуев, Б. Е. Черток, К. П. Феоктистов, Д. И. Козлов и С. С. Крюков, предварительно согласовав свои действия с Секретарём ЦК КПСС Д. Ф. Устиновым, в 1973 году обратилась в ЦККПСС и Министерство общего машиностроения с письмом, в котором указывалось на неудовлетворительное руководство работами по всей тематике ЦКБЭМ со стороны Главного конструктора и начальника предприятия В. П. Мишина. В письме также отмечалось, что на замечания о недостатках в руководстве предприятием и личном плане В. П. Мишин никак не реагирует. Письмо заканчивалось просьбой о замене руководства ЦКБЭМ— 

## В кинематографе
- Одним из персонажей художественного фильма «Укрощение огня» (1972; СССР), снятом по мотивам биографии Сергея Королёва, является соратник первого Главного конструктора ОКБ-1, фигурирующий под именем Евгений Огнев. Принято считать, что прототипом этого персонажа является Валентин Глушко. Однако Огнев, сыгранный актёром Игорем Горбачёвым, внешне больше похож на Василия Мишина.
- В телесериале «Битва за космос» (2005; Россия, США, ФРГ, Великобритания), посвящённом соперничеству СССР и США в космической гонке, роль Василия Мишина исполнил британский актёр Джон Варнаби.

В фильме Юрия Кары «Главный»(2015) роль В. П. Мишина исполнил Народный артист России Владимир Борисов

## Награды и премии
- Герой Социалистического Труда — Указом Президиума Верховного Совета СССР № 235/13 в статусе «совершенно секретно» от 20 апреля 1956 года «за заслуги в деле создания дальних баллистических ракет»[6].
- три ордена Ленина (1956, 1961, 1967);
- Орден Октябрьской Революции (1971);
- Орден Трудового Красного Знамени;
- Орден Красной Звезды (1945);
- Ленинская премия (1957);
- Государственная премия СССР (1984);
- Благодарность Президента Российской Федерации (4 июня 1999 года) — за большой вклад в развитие отечественной науки, многолетний добросовестный труд и в связи с 275-летием Российской академии наук[7].

## Сочинения
- Мишин В. П. Введение в машинное проектирование летательных аппаратов. — М.: Машиностроение, 1978. — 128 с.
- Абгарян К. А., Калязин Э. Л., Мишин В. П., Рапопорт И. М. Динамика ракет. — изд. 2-е, перераб. и доп. — М.: Машиностроение, 1990. — 463 c. — 4400 экз. — ISBN 5-217-00354-5.
- Мишин В. П. Основы авиационной и ракетно-космической техники: Учебное пособие. — М.: Изд-во МАИ, 1998. — 227 с. — ISBN 5-7035-2080-0.

### Редакторская работа
- Механика космического полёта : [Учеб. для втузов / М. С. Константинов, Е. Ф. Каменков, Б. П. Перелыгин, В. К. Безвербый]; Под ред. В. П. Мишина. - Москва : Машиностроение, 1989. - 406,[1] с. : ил.; 22 см.; ISBN 5-217-00145-3

### Научно-популярные работы
- Мишин В. П. Почему мы не слетали на Луну?. — М.: Знание, 1990. — 61 с. — ISBN 5-07-001569-9.
- Мишин В. П. От создания баллистических ракет к ракетно-космическому машиностроению. — М.: Информационно-издательский центр «Информ-Знание», 1998. — 126 с. — ISBN 5-8032-0001-8.

### Дневники и воспоминания
- Мишин В. П. Дневники. Записи и воспоминания (1960—1974 годы) / Под общей ред. чл.-корр. РАН О. М. Алифанова. — Воронеж: Кварта, 2014. — Т. 1—3.
- Мишин В. П. Записки ракетчика. Воспоминания, дневники, интервью. — Изд. 2-е, перераб. и доп.. — М.: Фонд «Русские витязи», 2017. — 562 с. — ISBN 978-5-9908748-6-2.